# Moulin de Macaire

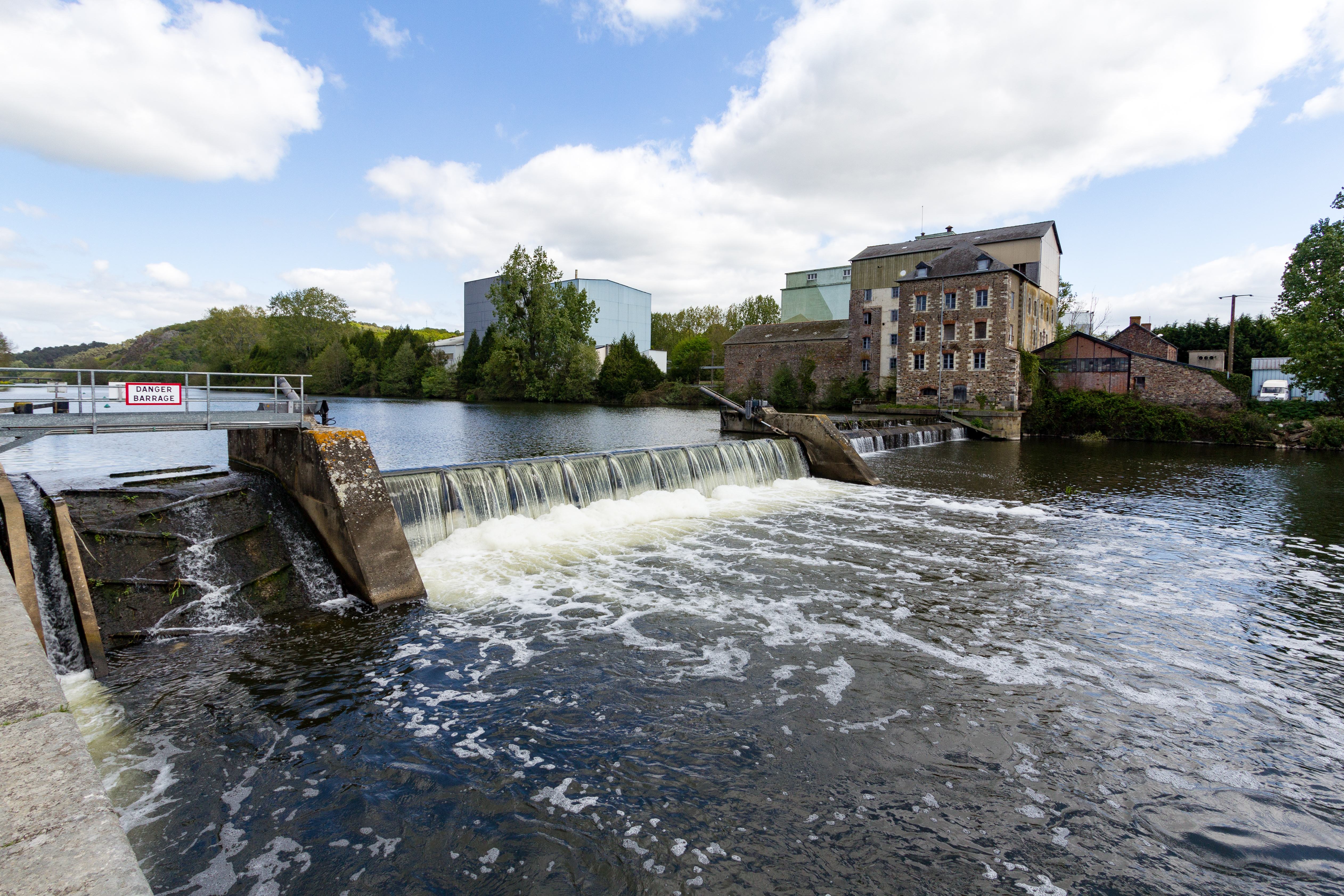
Moulin de Macaire - Déversoir, écluse de Macaire

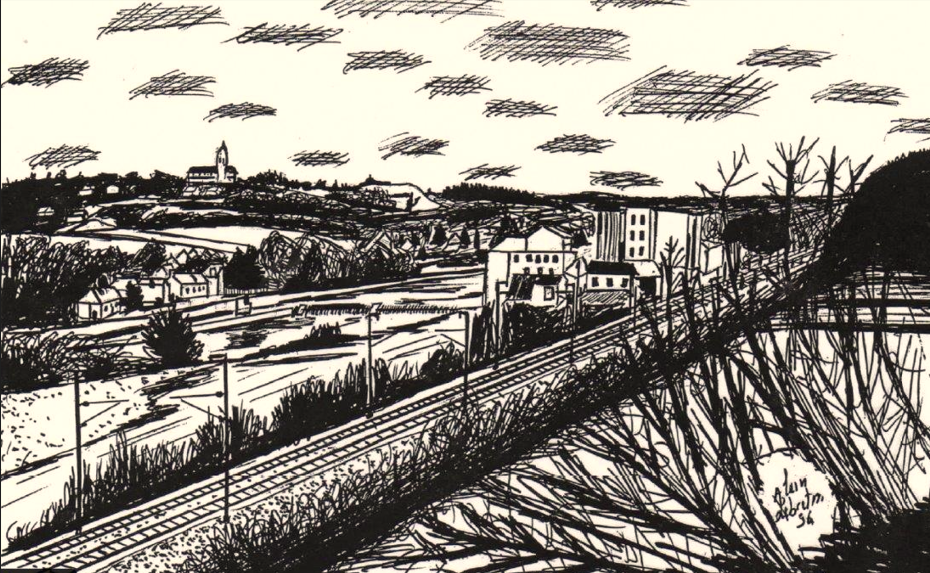
Moulin de Macaire - Vu de La Butte de Huneau à La Borde

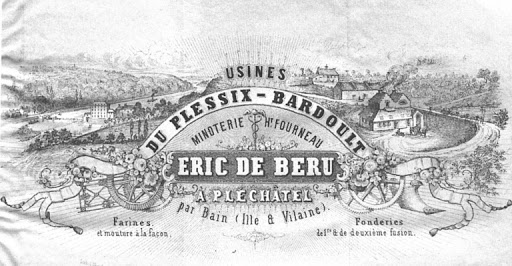
Plessis-Bardoult - Affiche Forges et Moulin

Pour les articles homonymes, voir Macaire.
Le moulin de Macaire est un moulin à énergie hydraulique situé en région Bretagne, dans le département d'Ille-et-Vilaine, sur la commune de Pléchâtel au lieudit Macaire.

## Historique
Les deux moulins primaires de Macaire ont des origines remontant respectivement au 10 mars 1418 et au 26 juillet 1542, selon les aveux du Plessis-Bardoult. Une pièce authentique témoigne de la reconstruction de ces moulins en 1645. Le 13 août 1828, une ordonnance royale autorise la transformation du moulin en minoterie. Le 17 août 1835, Pierre Richard de La Pervanchère, propriétaire du moulin et de l'ensemble du Plessis-Bardoult, décide de démolir les anciens moulins de Macaire, les déplaçant sur la rive gauche où ils subsistent encore aujourd'hui, en raison de leur impact négatif sur la reconstruction de l'écluse et du déversoir.
Initialement, ces anciens moulins présentaient une forme d'éperon en amont. Une ordonnance royale du 7 septembre 1840 régule et autorise la reconstruction des moulins à l'emplacement d'un ancien moulin à foulon, à l'extrémité du nouveau barrage à construire. Cette reconstruction est achevée en 1841. En 1844, les moulins sont mis au chômage en raison des travaux de navigation de la Vilaine.
En 1852, la minoterie dispose de quatre paires de meules, passant à douze broyeurs à cylindre en 1898. En 1899, une roue hydraulique de type Sagebien est mentionnée. En 1862, la minoterie de Macaire emploie dix salariés.
En 1877, une passerelle métallique reliant la minoterie à l'écluse de Macaire est érigée, surplombant le déversoir sur 40 mètres. Cette passerelle remplace le bateau de passage en amont du barrage, supprimé par arrêté préfectoral du 11 mars 1875. Le 2 juin 1888, Fidèle Simon, propriétaire de la minoterie, est sommé de retirer la passerelle, responsable d'un accident survenu le 31 décembre 1879, causant des dommages au barrage de Macaire.
En 1913, la minoterie combine l'énergie hydraulique et la vapeur, conservant toujours une turbine hydraulique en place. Le moulin atteint un rendement journalier de 200 quintaux.
En 1932, le moulin est mis en faillite. Poursuivi par des créanciers, pour une dette de 5 millions de francs, le propriétaire est placé mandat de dépôt.

## Personnalités liées au Moulin de Macaire
- Anne-Marthe Roland Onffroy de Vérez, chevalier de l'ordre royal et militaire de Saint-Louis, exilé en Jamaïque et propriétaire du Plessis-Bardoult[4].
- Jules-Henry Onffroy de Vérez, explorateur en Amérique du Sud (Chili, Pérou)[4] a passé son adolescence au château du Plessis-Bardoult.
- Pierre Richard de La Pervanchère, Officier de cavalerie, propriétaire du Plessis-Bardoult (XIXe siècle), de ses forges et de son moulin.
- Fidèle Simon, Député de la Loire-Atlantique Gauche républicaine (1871-1893), décédé en  1911 dans sa propriété du Plessis-Bardoult[5].

### Ecluse de Macaire

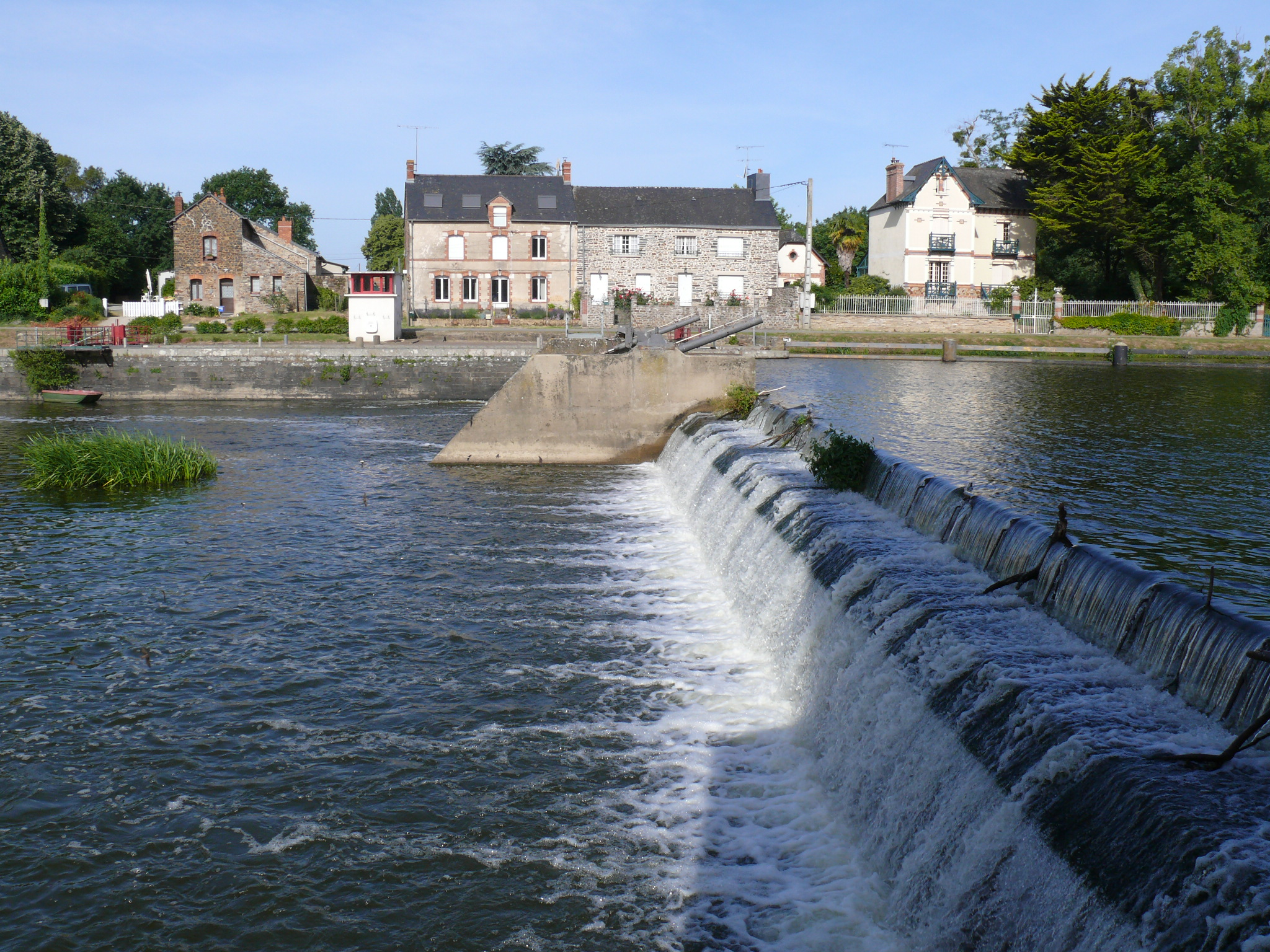
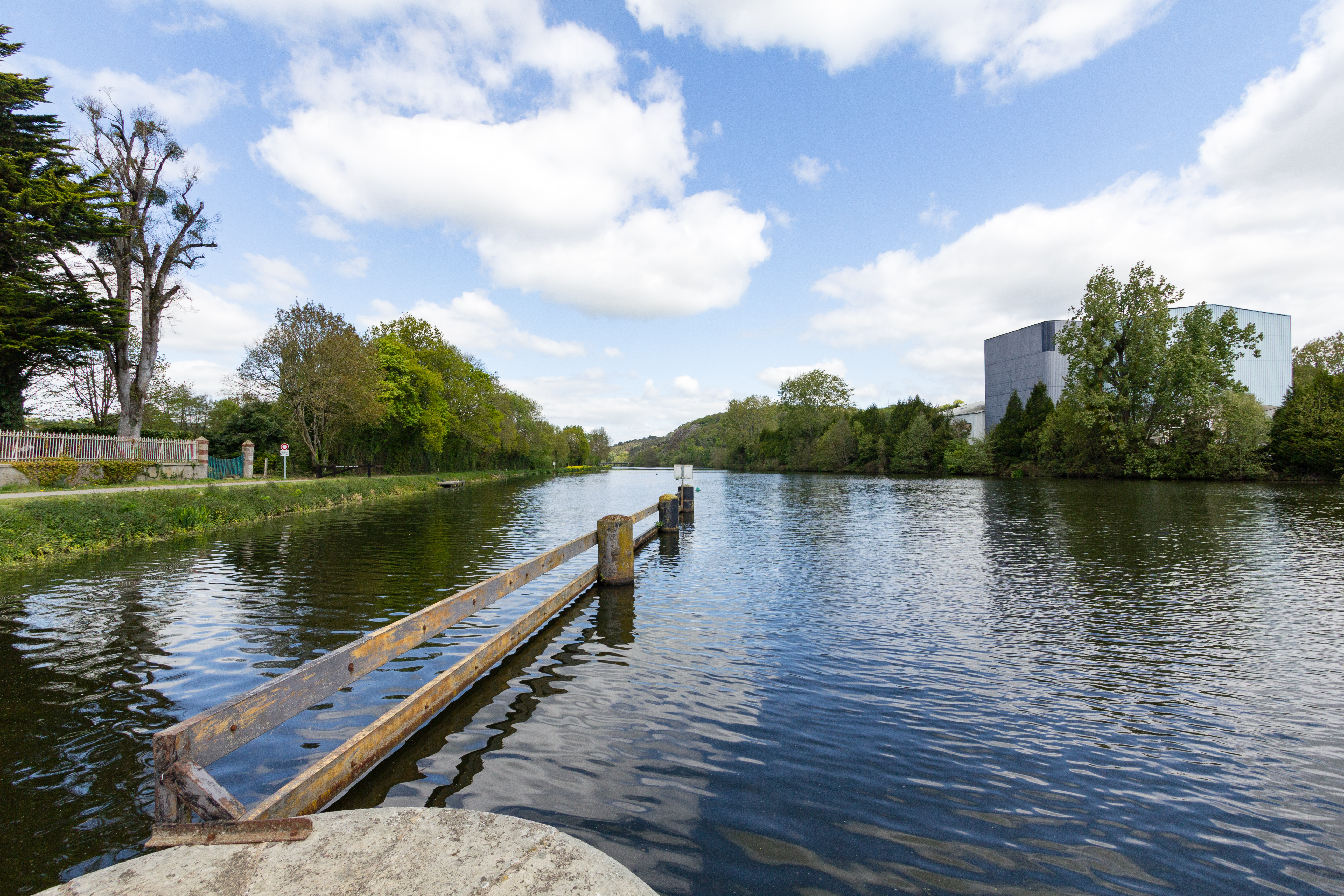
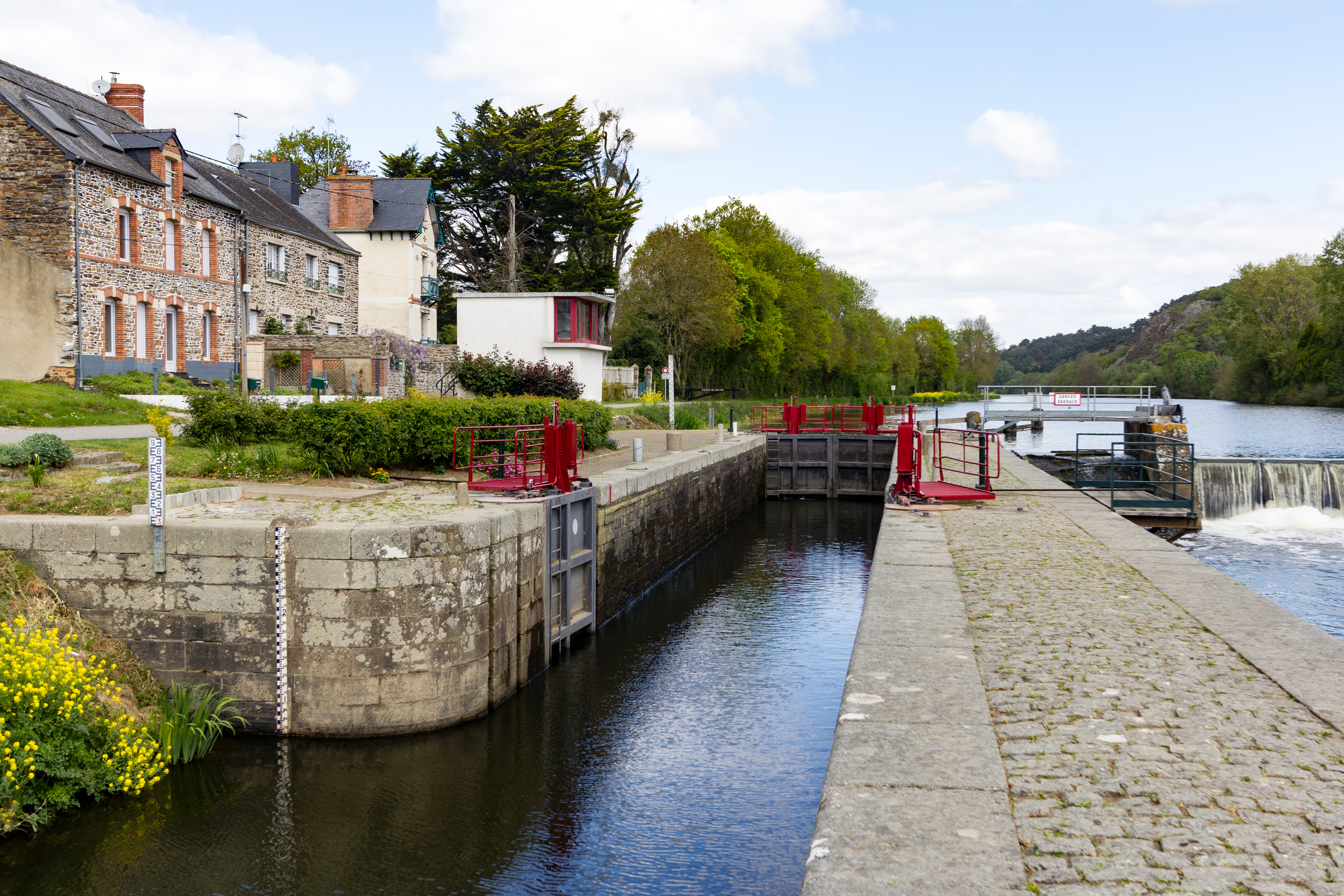
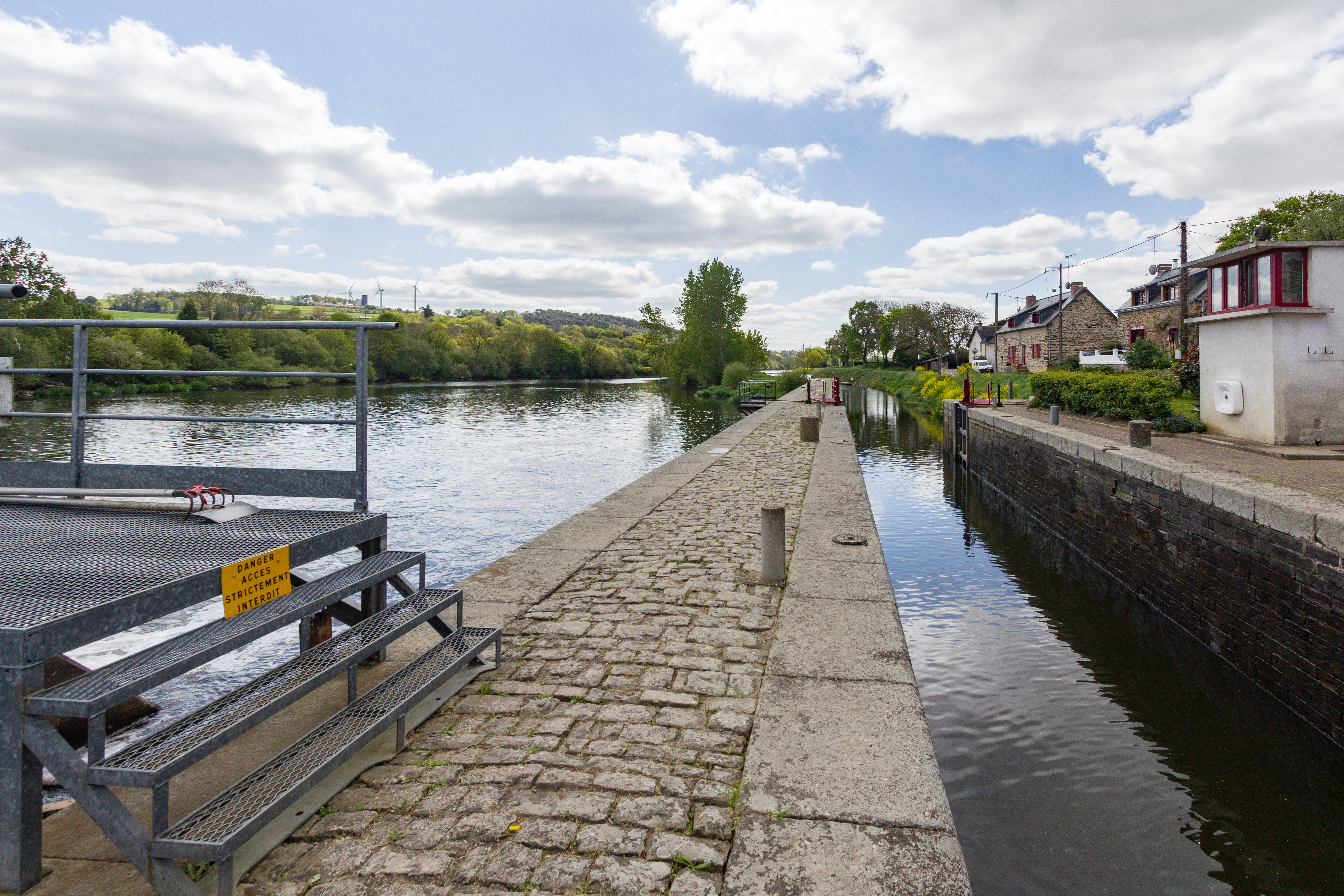
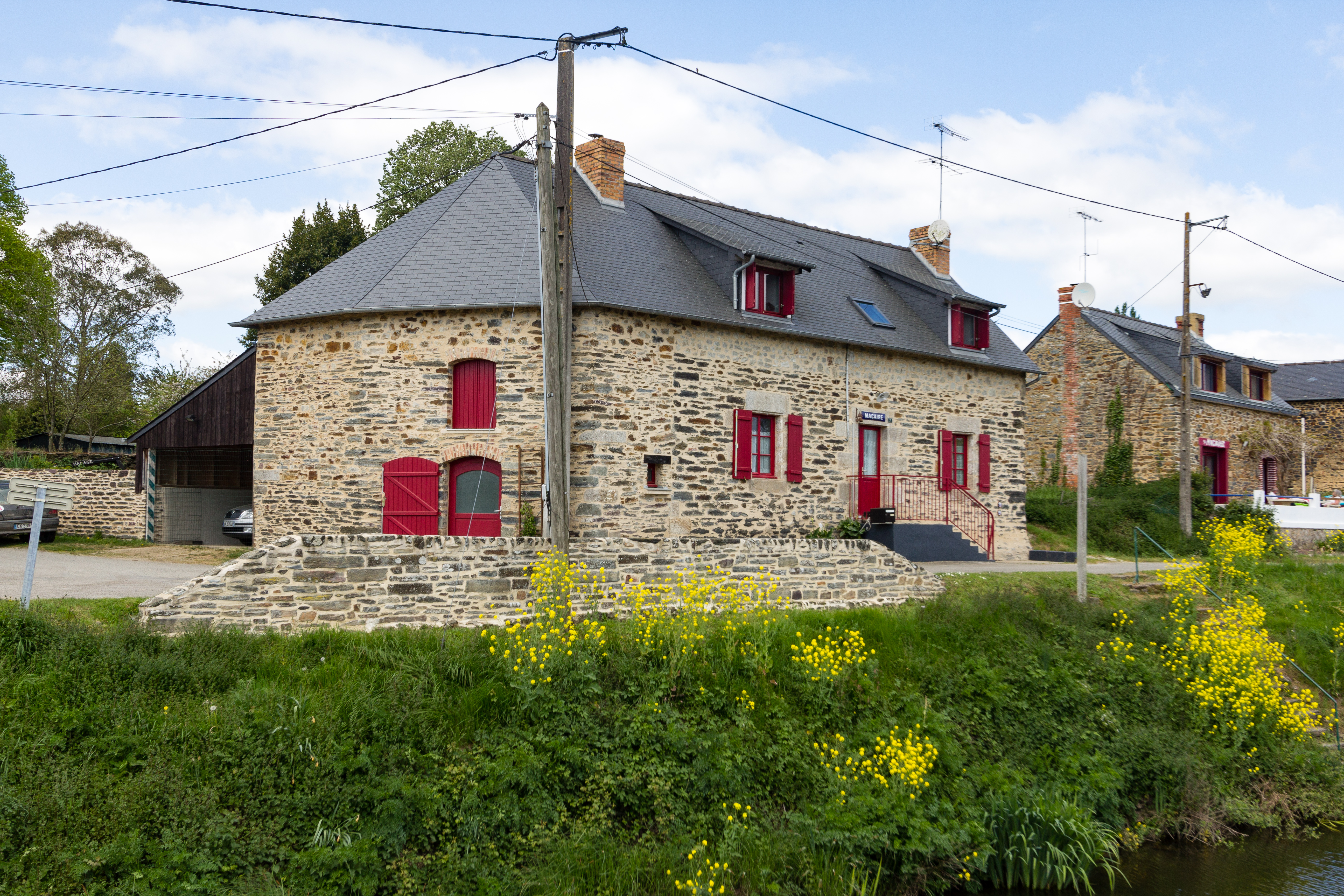